# Nienburg (Saale)
Nienburg is een gemeente in de Duitse deelstaat Saksen-Anhalt, en maakt deel uit van de Landkreis Salzlandkreis. De stad telt 6.104 inwoners.
In de 10e eeuw werd de stad vermeld in een oorkonde en door de rondtrekkende Spaanse jood Tartoesji. In het klooster van Nienburg schreef de Annalista Saxo omstreeks 1150 zijn kroniek. Tijdens festiviteiten ter ere van  de hertog op 7 december 1825 stortte de enkele maanden oude tuibrug over de Saale in vele honderden mensen met zich meevoerend; meer dan honderd personen verloren het leven of raakten ernstig gewond.

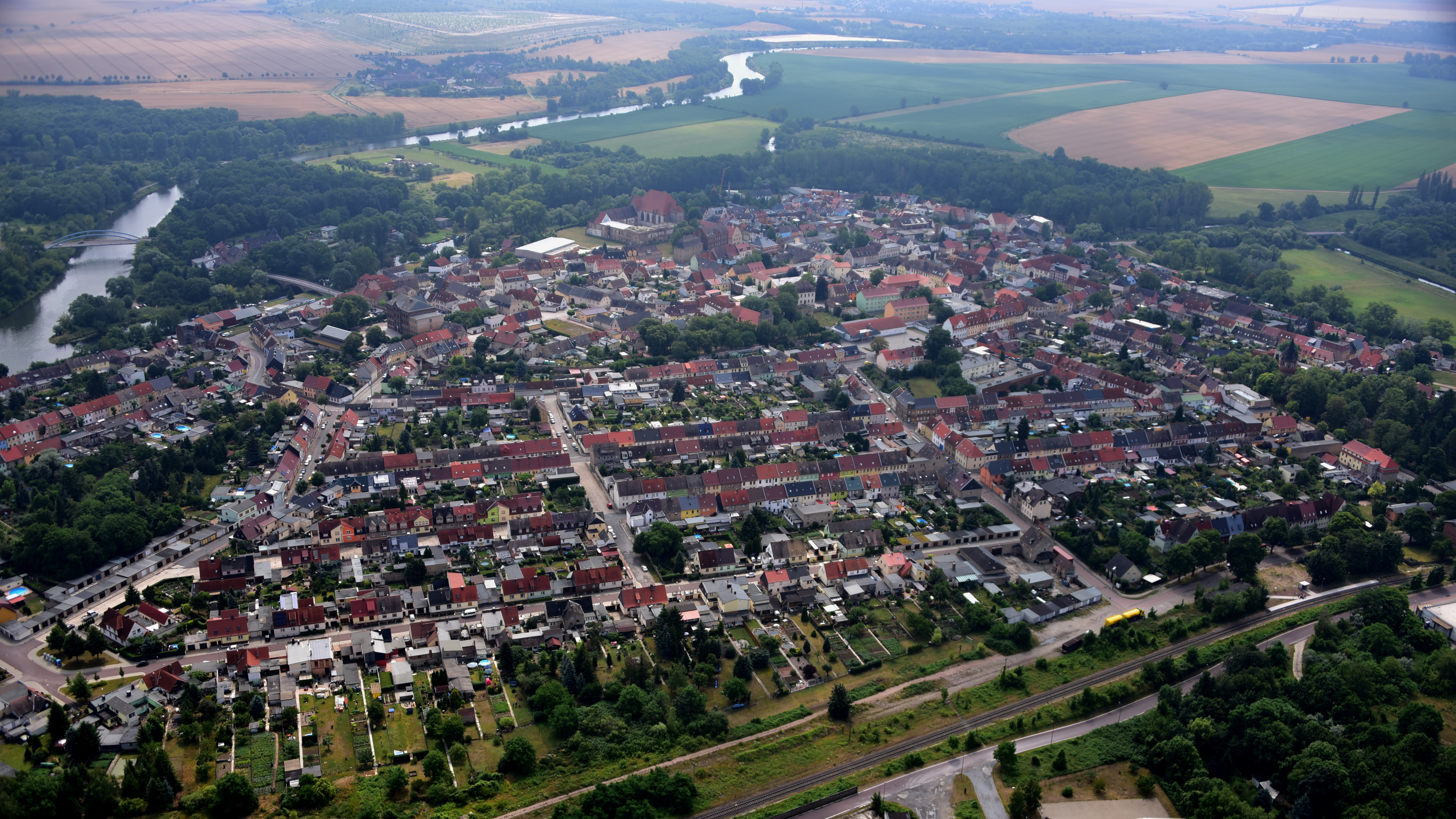
Nienburg (Saale), luchtfoto, 2017
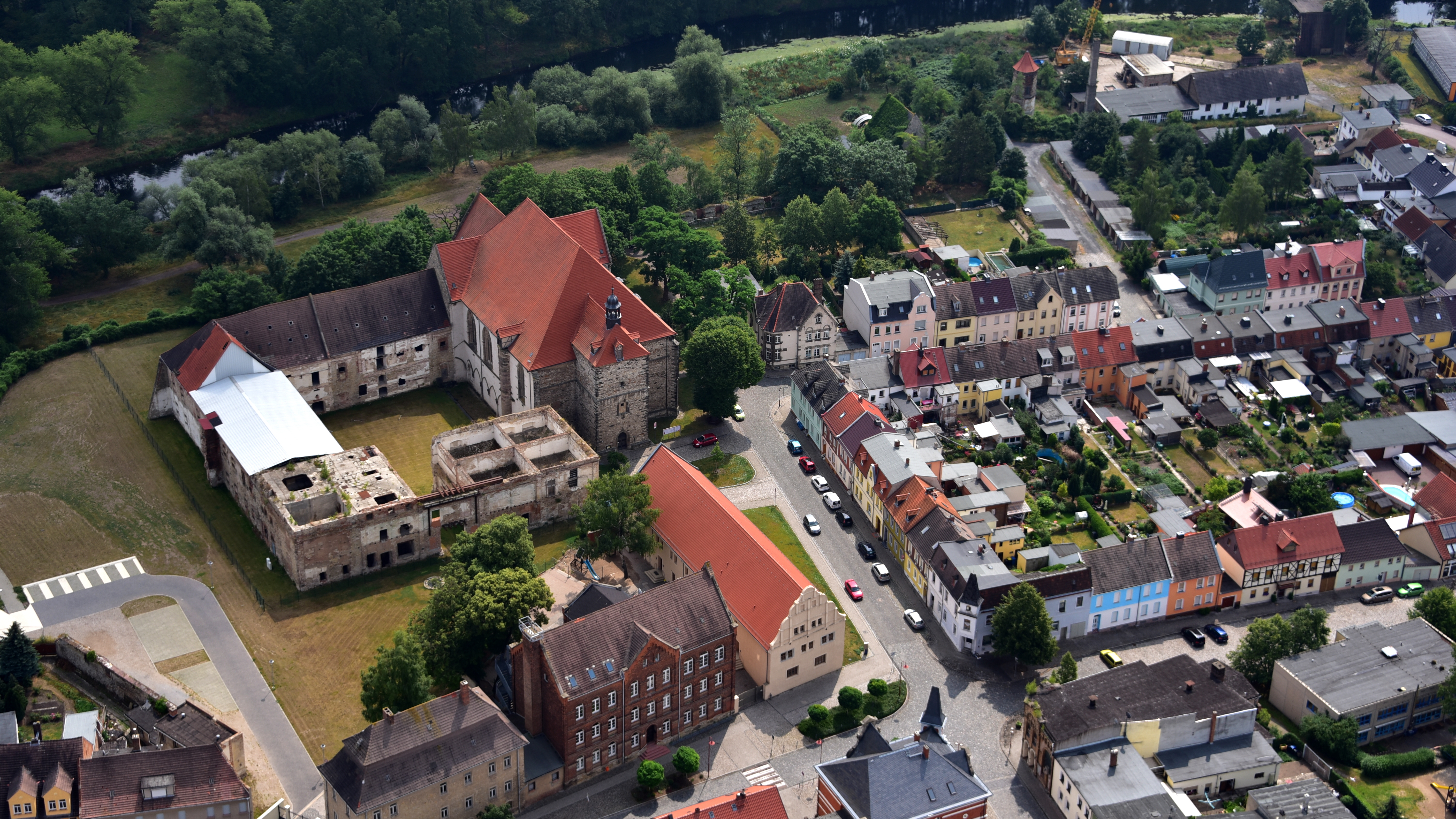
klooster van Nienburg, luchtfoto
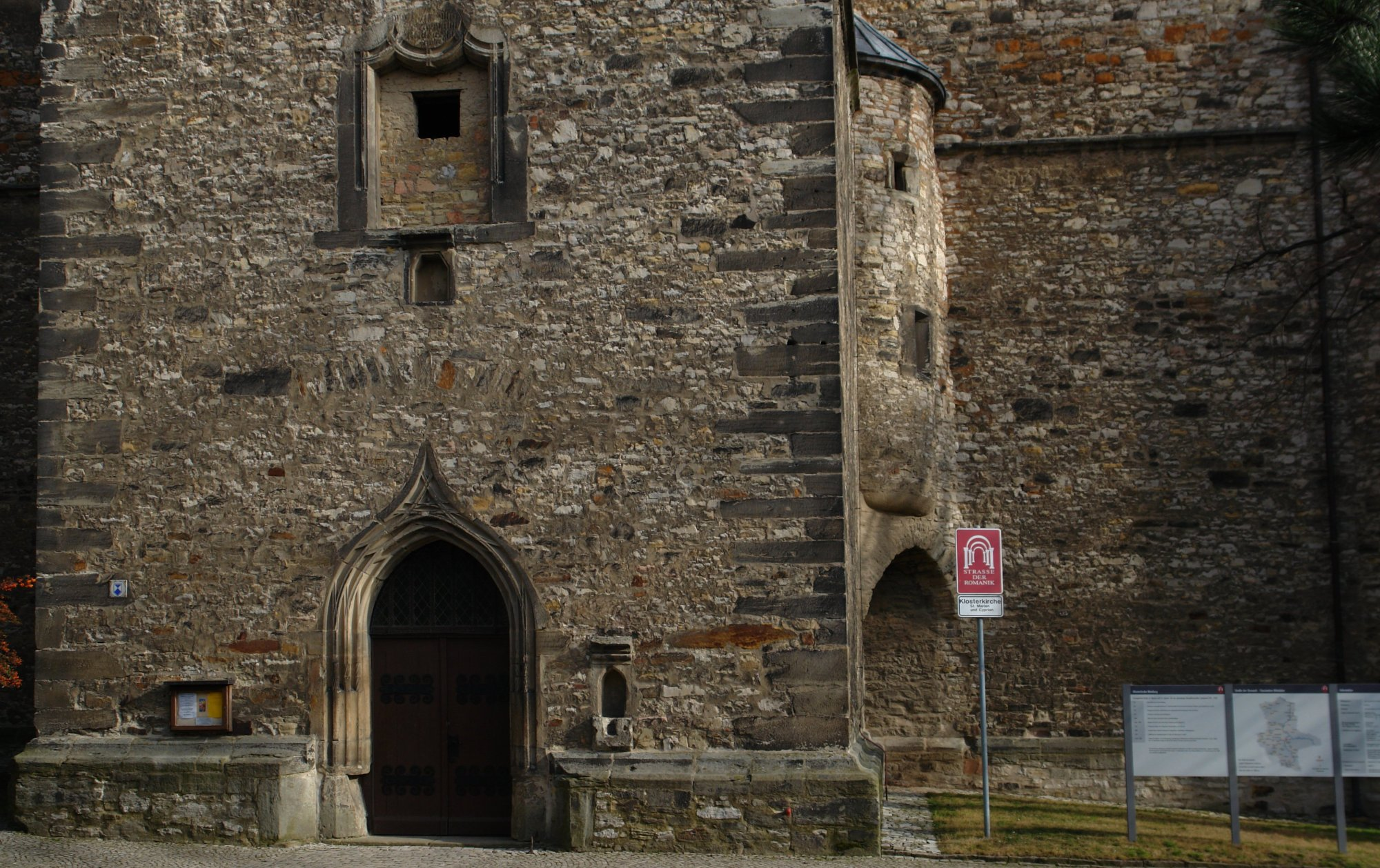
ingang van de kloosterkerk van Nienburg, 2007
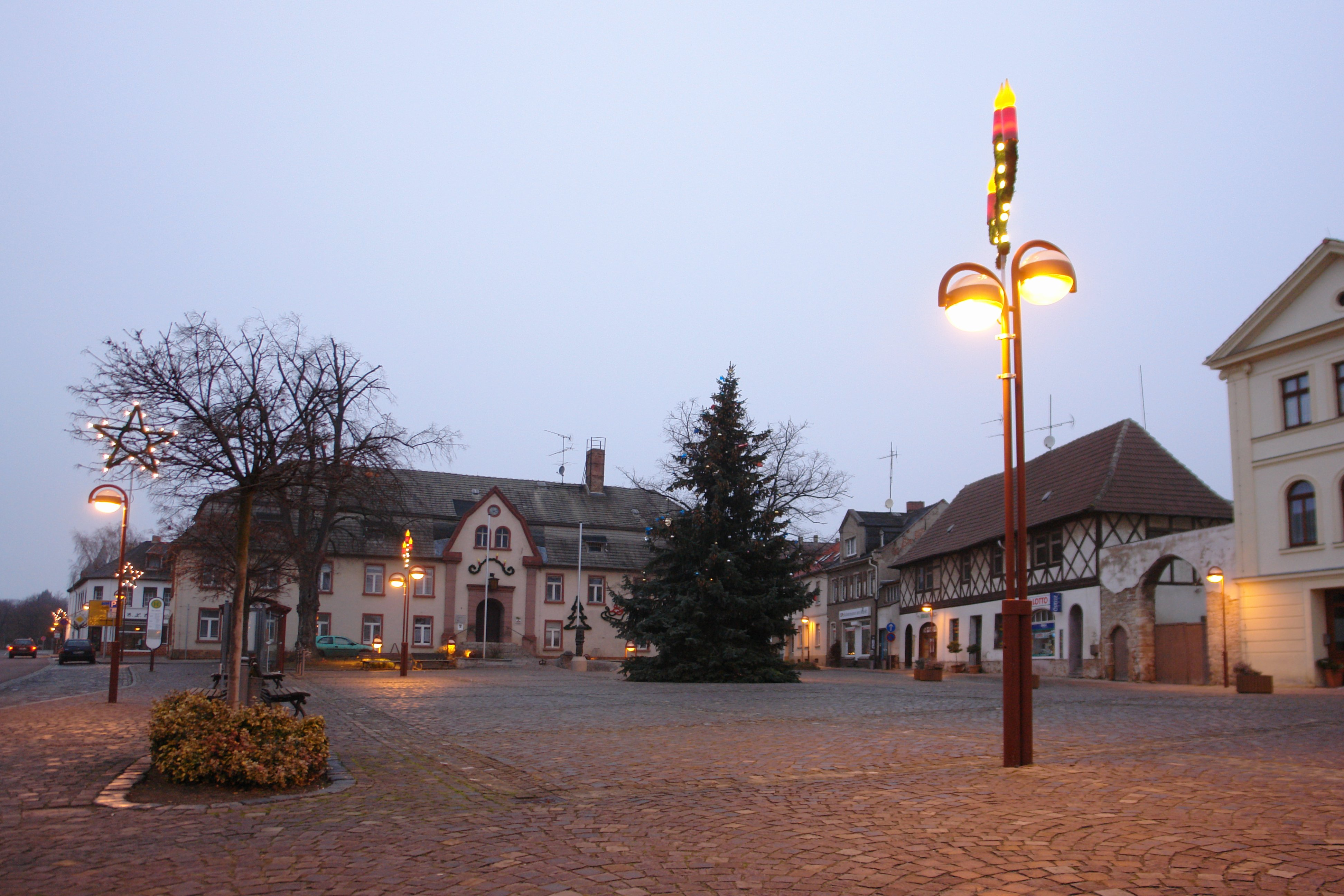
markt van Nienburg, 2007
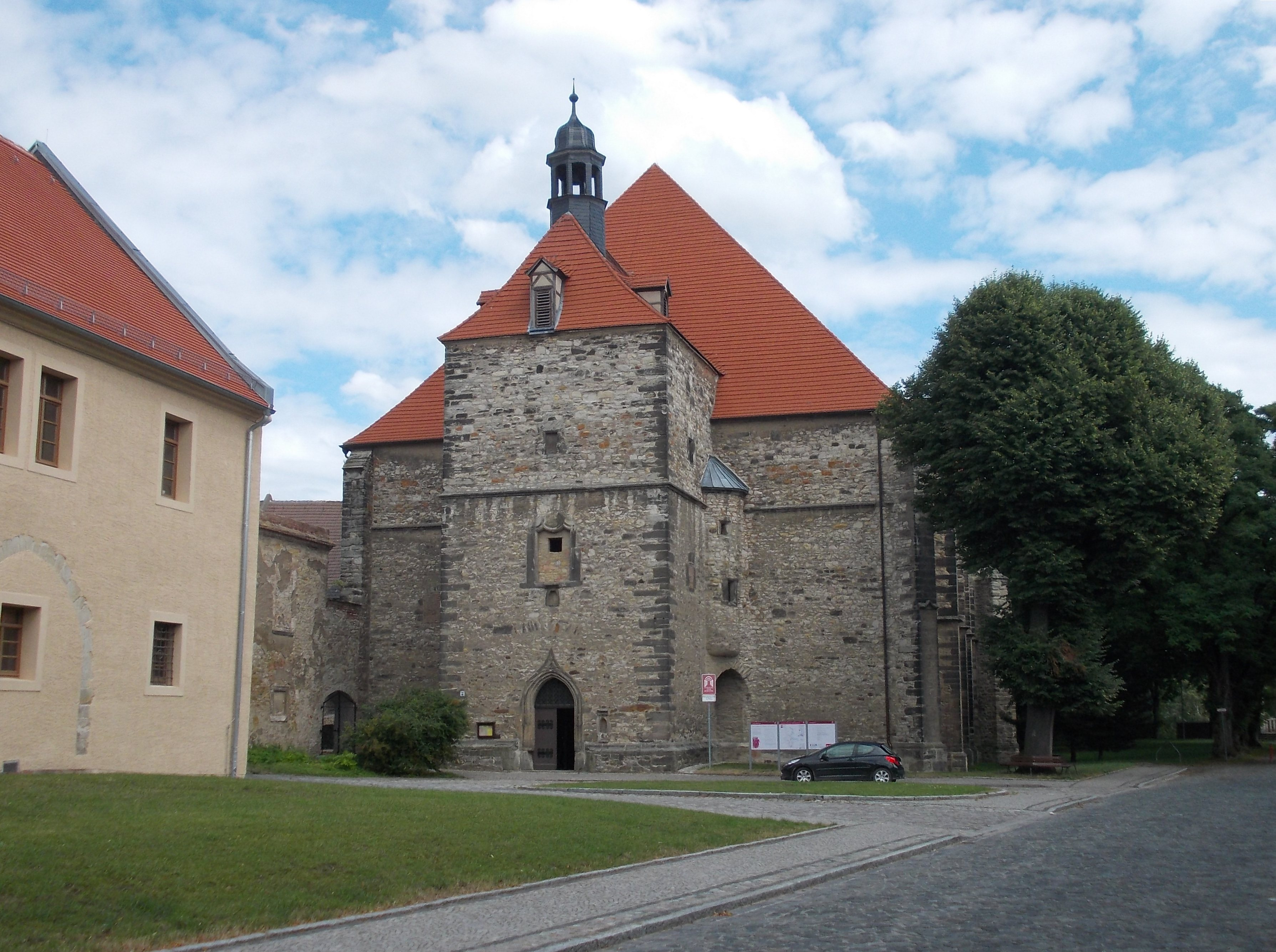
kloosterkerk van Nienburg
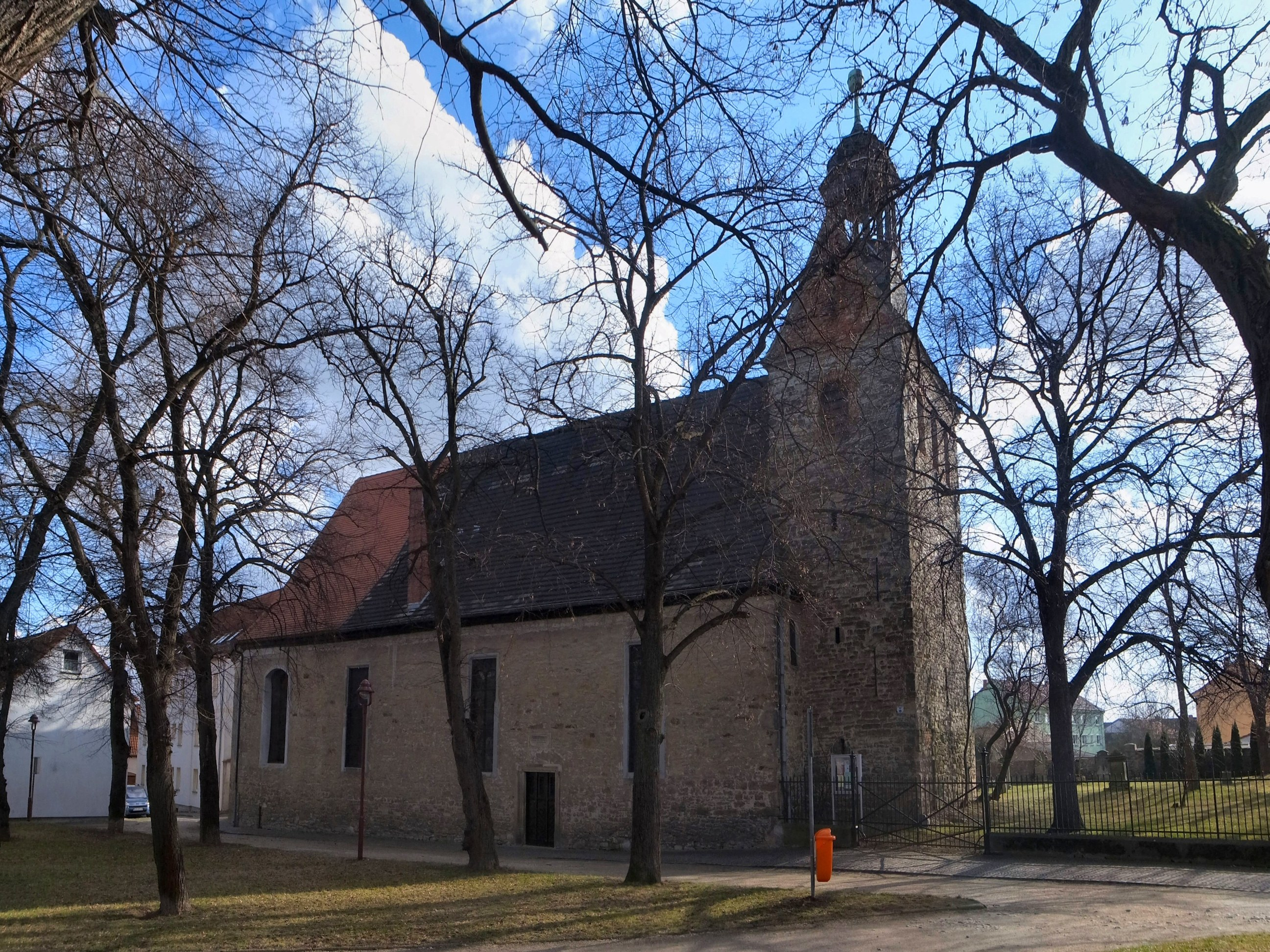
Sint-Janskerk

## Indeling gemeente
De volgende Ortsteile maken deel uit van de gemeente:
- Altenburg (sinds 4 juli 1961)
- Bahnhof en Chausseehaus (sinds 1 januari 2010)
- Borgesdorf (sinds 1 januari 2010)
- Gerbitz (sinds 1 januari 2010)
- Gramsdorf (sinds 1 januari 2010)
- Grimschleben (sinds 1 juli 1950)
- Latdorf (sinds 1 januari 2010)
- Neugattersleben (sinds 1 januari 2010)
- Pobzig (sinds 1 januari 2010)
- Wedlitz (sinds 1 januari 2010)
- Wispitz (sinds 1 januari 2010)

Alsleben (Saale) ·
Aschersleben ·
Barby ·
Bernburg (Saale) ·
Bördeaue ·
Börde-Hakel ·
Bördeland ·
Borne ·
Calbe (Saale) ·
Egeln ·
Giersleben ·
Güsten ·
Hecklingen ·
Ilberstedt ·
Könnern ·
Nienburg (Saale) ·
Plötzkau ·
Schönebeck ·
Seeland ·
Staßfurt ·
Wolmirsleben